# Imamzade Schah Zeyd
Das Imamzade Schah Zeyd (persisch امامزاده شاه زید Emamzade Schahzeyd [emɑmzɑde ʃɑhzejd]) ist eine Grabstätte in Isfahan, Iran. 
Das Grab stammt aus der frühen Safawiden-Ära. Bekannt ist sie für eine Wand-Malerei, die die Schlacht von Kerbela darstellt. Neben großen Anteilen von Kavallerie, gibt es andere Elemente, wie verschleierte Frauen, Leichen, Vögel, Moscheen und sogar Blumen und Nachtigallen. Der Maler des Kunstwerkes war Abbas Schahzade. Er versuchte den vorhandenen Raum der Grabstätte für seine Kunst optimal zu nutzen,